# Nolana onoana
Nolana onoana là loài thực vật có hoa trong họ Cà. Loài này được M.O. Dillon & M. Nakaz. mô tả khoa học đầu tiên năm 2007.